# Monument à John Young
 (juin 2025).
Si vous disposez d'ouvrages ou d'articles de référence ou si vous connaissez des sites web de qualité traitant du thème abordé ici, merci de compléter l'article en donnant les références utiles à sa vérifiabilité et en les liant à la section « Notes et références ».
Le Monument à John Young est une composition de bronzes et de granit située dans le Vieux-Montréal. Il rappelle l'importance de John Young pour le port de Montréal.

## Histoire
En 1908, le John Young Memorial Committee est créé avec le soutien du gouvernement canadien et de la Commission du Havre de Montréal. Le Comité propose l’érection d’un monument qui doit rappeler le rôle de John Young dans l’évolution du port de Montréal.
C’est le sculpteur Louis-Philippe Hébert qui le réalise. Le monument est dévoilé officiellement en 1911, l’année du centième anniversaire de naissance de John Young. En 1952, le monument est déplacé vers l’intérieur de la Pointe à Callière. En 1997, le monument est encore déplacé devant l’édifice Allan. Le monument à John Young est aujourd'hui situé au numéro 333 rue de la Commune Ouest, à l’intersection de la rue Saint-Pierre, la rue d’Youville et la rue de la Commune.

## Description
- Auteur: 
  - Louis-Philippe Hébert: figures
  - Edward Maxwell et William Sutherland Maxwell, architectes, pour la conception architecturale de l'ensemble
- Matériaux:
  - Statues et proues de navires: bronze
  - Socle et pourtour du bassin: granit
- Dimensions:
  - John Young: 2,9 mètres de hauteur
  - le dieu fleuve: 2,75 mètres de longueur
- Fabrication: Bronzes: Les Établissements métallurgiques A. Durenne, Paris
- Installation: 1908
- Dévoilement: 4 octobre 1911
- Emplacements: 
  - d'origine: Place Royale
  - 1952: déplacé à Pointe-à-Callière
  - 1991: retiré à l'occasion des travaux du Musée d'archéologie de Montréal
  - 1997: actuel
- Acquisition par la ville de Montréal: 1911
- Intervention de conservation: 1997.